# Bombacoideae
Bombacoideae é uma das subfamílias das Malvaceae, conforme a APG; a classificação tradicional por Cronquist mantém como família distinta, Bombacaceae. Agrupa 27 gêneros e cerca de 250 espécies tropicais, tendo o maior centro de dispersão a América.
São destaques os baobás (Adansonia sp.) e a sumaúma-amazônica, uma das gigantes da Amazônia (Ceiba sp.).

## Informações Botânicas
São árvores com folhas grandes (a partir de 10 cm.) simples, inteiras ou digitadas, alternas, peninérveas ou palmatinérveas, frequentemente, com indumento escamoso ou ramificado, com estípulas caducas.
O tronco, frequentemente, é engrossado pelo excesso de armazenamento de água; várias espécies possuem espinhos nos ramos e no caule.
As flores são grandes, vistosas, hermafroditas, cíclicas, axilares, geralmente pentâmeras, diclamídeas, de simetria radial, com cálice 5-lobado, de prefloração valvar ou imbricada, com ou sem calículo. As pétalas têm coloração branca, amarela, rósea ou vermelha. A corola tem as pétalas livres ou ausentes. O androceu é constituído por 5 ou até muitos estames, com filetes longos, livres ou parcialmente unidos em feixes ou concrescidos em coluna cilíndrica curta ou longa. A antera é reniforme ou linear, com uma só teca. O pólen tem a superfície (exina) lisa. O ovário é súpero com 5 carpelos, 5 lóculos e com muitos óvulos. O estilete é simples, colunar, com ápice capitado ou lobado. O fruto é seco, deiscente, com ou sem asas, ou cápsula loculicida, com sementes normalmente envolvidas por pêlos, originados das paredes do fruto, que ajudam na dispersão pelo vento; tais sementes, que geralmente possuem óleo, são normalmente grandes, angulosas, sem ou com pouco endosperma. O embrião tem cotilédones planos, torcidos ou plicados.

## Gêneros
| - Adansonia - Aguiaria - Bernoullia - Bombacopsis - Bombax (60 spp.) - Catostemma - Cavanillesia - Ceiba | - Chorisia - Cienfuegosia - Coelostegia - Cullenia - Durio - Eriotheca - Gyranthera - Huberodendron - Kostermansia | - Matisia - Neesia - Neobuchia - Ochroma - Pachira - Patinoa - Phragmotheca | - Pseudobombax - Quararibea - Rhodognaphalon - Rhodagnaphalopsis - Scleronema - Septotheca - Spirotheca |